# شماره ثبت سی‌ای‌اس

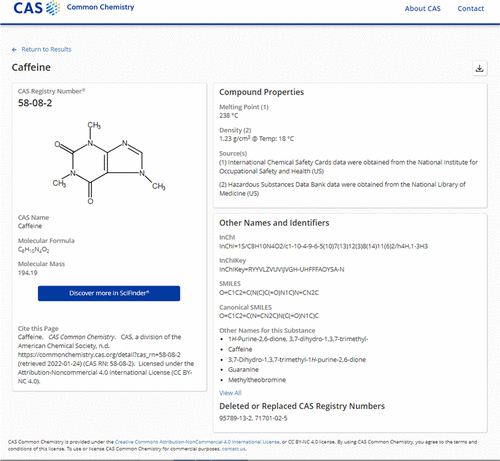
اطلاعات کافئین در سایت کَس کامن کمیستری شامل شماره ثبت سی ای اس آن و غیره

شماره ثبت CAS (به انگلیسی: CAS registry number) یا کَس نامبر شمارهٔ شناسایی یکتا برای ترکیبات شیمیایی، پلیمرها، زنجیره‌های زیستی، مخلوط‌ها و آلیاژها است.
CAS.NUMBER یک شماره یا کد است که حداکثر از ۱۰ رقم تشکیل شده‌است این اعداد توسط پاره خط‌هایی به سه قسمت تقسیم می‌شود. عدد تک رقمی  سمت راست را (check digit) یا رقم کنترلیزه می نامند.
نحوهٔ محاسبهٔ رقم کنترلیزه:
به ترتیب ارقام را (شروع از رقم دوم از سمت راست)  در اعداد طبیعی (1،2،3،...) ضرب کرده و حاصل جمع را به دست آورده و عدد یکان حاصل جمع به عنوان رقم کنترلیزه در نظرگرفته می‌شود. 
مثال :  
CAS.NUMBER آب : 5-18-7732 
105=(8×1 + 1×2 + 2×3 + 3×4 + 7×5 + 7×6)  
رقم یکان = 5 = رقم کنترلیزه 
ثبت کننده ای که توسط سی ای اس نگهداری می‌شود یک منبع مرجع از اطلاعات مواد شیمیایی افشا شده است. این مرجع در حال حاضر بیش از ۱۶۴ میلیون ماده زیستی و غیر زیستی یکتا و ۶۸ میلیون توالی دی‌ان‌ای و پروتئین را شناسایی کرده است به علاوه اطلاعات اضافی در مورد هر ماده هر روز اضافه می‌شود و روزانه اطلاعات حدود ۱۵ هزار ماده جدید در این پایگاه بروزرسانی می‌شود   